# 長崎自動車道

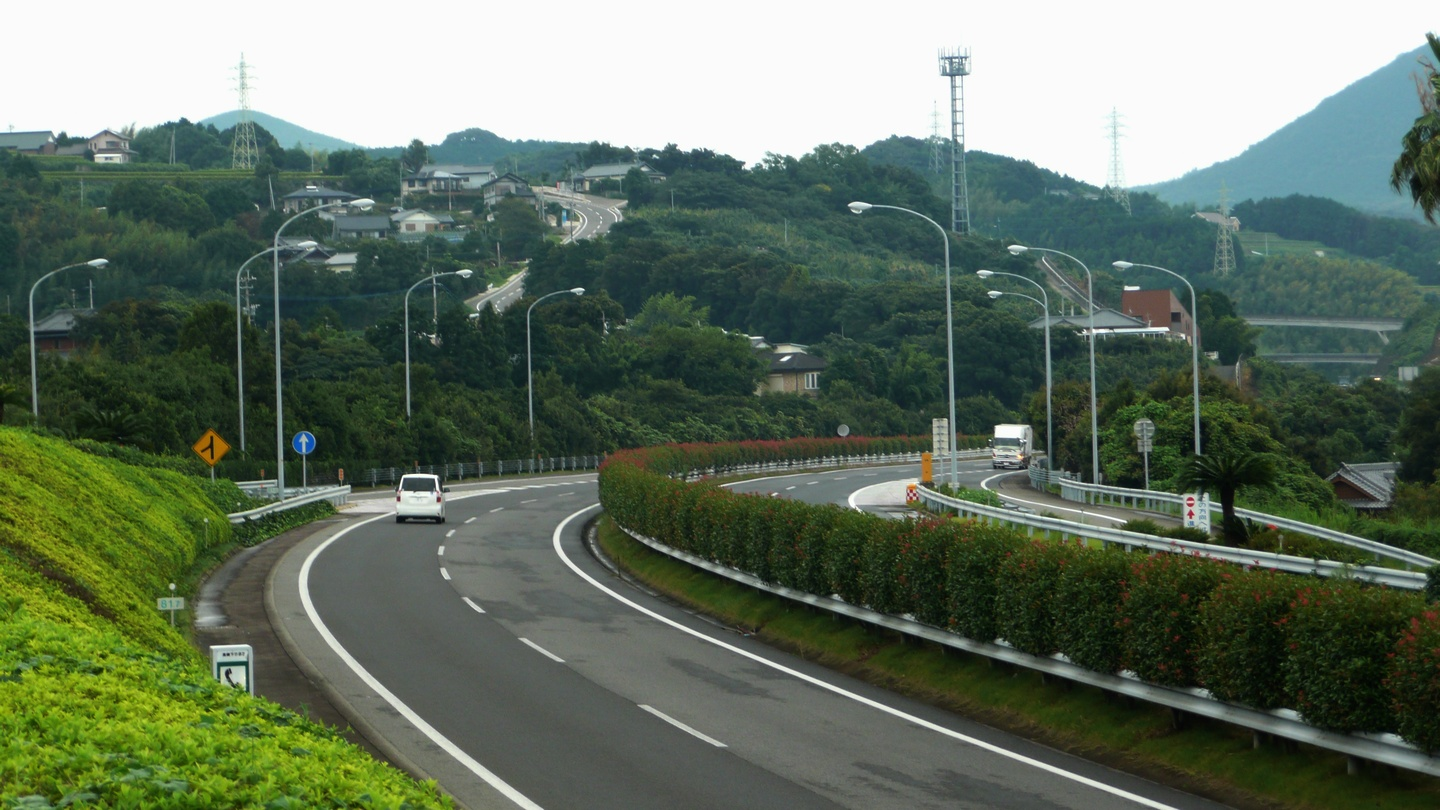
上行線大村灣停車區附近（長崎縣東彼杵郡東彼杵町）

長崎自動車道（日语：／ Nagasaki jidōshadō */?）是以日本長崎縣長崎市長崎交流道為起點至佐賀縣鳥栖市鳥栖系統交流道總長120.2公里的高速公路（高速自動車國道）。略稱為長崎道（日语：／ Nagasakidō */?）。

## 通過市町村
- 佐賀縣
鳥栖市 - 三養基郡三養基町 - 三養基郡上峰町 - 神埼郡吉野里町 - 神埼市 - 佐賀市 - 小城市 - 多久市 - 武雄市 - 嬉野市 - 武雄市 - 嬉野市
- 長崎縣
東彼杵郡東彼杵町 - 大村市 - 諫早市 - 長崎市

## 連接高速道路
- 大分自動車道（於鳥栖系統交流道直接連結）
- 九州自動車道（於鳥栖系統交流道連接）
- 西九州自動車道（武雄系統交流道連接）
- 長崎繞道（長崎多良見交流道連接）
- 出島道路（於長崎交流道連接）

## 交流道
- 交流道（IC）編號欄的背景色為■顯示該部分道路已經啟用。設施欄的背景色為■顯示路段未啟用或休止的設施。未開通路段的名稱為臨時名稱。
- 巴士站（BS），○為使用中，◆為停用中設施。無標示者為未設置巴士站。

| 交流道 編號      | 中文設施名稱     | 日文設施名稱 | 英文設施名稱      | 接續路線名稱                        | 鳥栖JCT起點 里程 （公里）                                      | 巴士站             | 備註          | 所在地                     | 所在地            | 所在地 |
| ---------------- | ---------------- | ------------ | ----------------- | ----------------------------------- | -------------------------------------------------------------- | ------------------ | ------------- | -------------------------- | ----------------- | ------ |
| E34 大分自動車道 |                  |              |                   |                                     |                                                                |                    |               |                            |                   |        |
| 9                | 鳥栖JCT          |              |                   | E3 九州自動車道                     | 0.0                                                            |                    |               | 佐賀縣                     | 鳥栖市            |        |
| 1                | 鳥栖IC           |              |                   | 國道3號 國道34號                    | 1.2                                                            |                    |               | 佐賀縣                     | 鳥栖市            |        |
| -                | 神邊BS           |              |                   | -                                   | 3.3                                                            | ○                  |               | 佐賀縣                     | 鳥栖市            |        |
| -                | 山浦PA           |              |                   | -                                   | 5.7                                                            |                    |               | 佐賀縣                     | 鳥栖市            |        |
| -                | 中原BS           |              |                   | -                                   | 10.6                                                           | ○                  |               | 佐賀縣                     | 三養基郡 三養基町 |        |
| 2                | 東脊振IC         |              |                   | 國道385號                           | 14.8                                                           |                    |               | 佐賀縣                     | 神埼郡 吉野里町   |        |
| -                | 神埼BS           |              |                   | -                                   | 17.3                                                           | ○                  |               | 佐賀縣                     | 神埼市            |        |
| -                | 金立SA           |              |                   | -                                   | 23.3                                                           | ○                  | 公路綠洲      | 佐賀縣                     | 佐賀市            |        |
| 3                | 佐賀大和IC       |              |                   | 國道263號                           | 26.6                                                           | ◆                  |               | 佐賀縣                     | 佐賀市            |        |
| 3-1              | 小城PA/SIC       |              |                   | 佐賀縣道44號小城富士線 （途經市道） | 33.4                                                           | ◆                  |               | 佐賀縣                     | 小城市            |        |
| 4                | 多久IC           |              |                   | 國道203號（東多久繞道）             | 41.7                                                           | ◆                  |               | 佐賀縣                     | 多久市            |        |
| -                | 多久聖廟BS       |              |                   | -                                   | 46.1                                                           | ◆                  | 休止中        | 佐賀縣                     | 多久市            |        |
| -                | 多久西PA         |              |                   | -                                   | 47.0 48.1                                                      |                    | 上下線1.1公里 | 佐賀縣                     | 多久市            |        |
| 5                | 武雄北方IC       |              |                   | 國道34號                            | 52.9                                                           | ◆                  |               | 佐賀縣                     | 武雄市            |        |
| -                | 川登SA           |              |                   | -                                   | 61.9                                                           | ◆                  |               | 佐賀縣                     | 武雄市            |        |
| 6                | 武雄JCT          |              |                   | E35 西九州自動車道                  | 64.3                                                           |                    |               | 佐賀縣                     | 武雄市            |        |
| 7                | 嬉野IC           |              |                   | 長崎縣道·佐賀縣道1號佐世保嬉野線    | 68.8                                                           | ○                  |               | 佐賀縣                     | 嬉野市            |        |
| -                | 俵坂隧道         |              |                   | -                                   |                                                                |                    |               | 佐賀縣                     | 嬉野市            |        |
| -                | 俵坂隧道         | 長崎縣       | 東彼杵郡 東彼杵町 | -                                   |                                                                |                    |               |                            |                   |        |
| 8                | 東彼杵IC         | 長崎縣       | 東彼杵郡 東彼杵町 |                                     |                                                                | 國道34號 國道205號 | 78.6          | ◆                          |                   |        |
| -                | 大村灣PA         | 長崎縣       | 東彼杵郡 東彼杵町 |                                     |                                                                | -                  | 81.6          |                            |                   |        |
| -                | 松原BS           | 長崎縣       |                   |                                     | -                                                              | 85.4               | ○             |                            | 大村市            |        |
| 9                | 大村IC           | 長崎縣       |                   |                                     | 國道444號                                                      | 92.1               | ○             |                            | 大村市            |        |
| -                | 救急車緊急退出路 | 長崎縣       |                   | /                                   | 國立醫院機構長崎醫療中心                                       |                    |               | 併設木場PA                 | 大村市            |        |
| 9-1              | 木場PA/SIC       | 長崎縣       |                   |                                     | 大村市道上久原芋掘手線                                         | 95.4               | ○             | PA只限長崎方向             | 大村市            |        |
| -                | 今村PA           | 長崎縣       |                   |                                     | -                                                              | 100.6              |               | 福岡、熊本、大分方向       | 大村市            |        |
| 10               | 諫早IC           | 長崎縣       |                   |                                     | 國道34號 長崎縣道125號諫早外環狀線（島原道路）                 | 104.2              | ○             |                            | 諫早市            |        |
| 11               | 長崎多良見IC     | 長崎縣       |                   |                                     | 國道34號（E96 長崎繞道）                                       | 109.1              |               |                            | 諫早市            |        |
| 11               | 長崎多良見IC     | 長崎縣       | 長崎市            |                                     | 國道34號（E96 長崎繞道）                                       | 109.1              |               |                            |                   |        |
| 12               | 長崎芒塚IC       | 長崎縣       |                   |                                     | 長崎縣道116號長崎芒塚Inter線                                   | 117.4              |               | 福岡、熊本、大分方向出入口 |                   |        |
| 13               | 長崎IC           | 長崎縣       |                   |                                     | 國道324號 （現道、 E34 長崎出島道路） 長崎縣道51號長崎南環狀線 | 120.4              |               |                            |                   |        |

- IC編號、距離標由鳥栖JCT起計。

## 主要隧道、橋梁
- 嘉瀬川橋（佐賀大和交流道 - 小城停車區）
- 嬉野隧道（嬉野交流道 - 東彼杵交流道） : 上行線702m 下行線683m
- 不动山隧道（嬉野交流道 - 東彼杵交流道） : 上行線2,046m 下行線2,006m
- 俵坂隧道（嬉野交流道 - 東彼杵交流道） : 上行線2,656m 下行線2,610m
- 日岳隧道（木場停車區 - 今村停車區）：777m
- 中里隧道（長崎多良見交流道 - 長崎芒塚交流道）：1,474m
- 平間隧道（長崎多良見交流道 - 長崎芒塚交流道）：921m
- 中尾隧道（長崎多良見交流道 - 長崎芒塚交流道）：1,697m
- 日見夢大橋（長崎多良見交流道 - 長崎芒塚交流道）：上行線365m 下行線373.5m
- 長崎隧道（長崎芒塚交流道 -長崎交流道） : 上行線2,566m 下行線2,641m

## 隧道數目
| 區間                              | 上行線 | 下行線 |
| --------------------------------- | ------ | ------ |
| 鳥栖系統交流道 - 東脊振交流道     | 0      | 0      |
| 東脊振交流道 - 金立服務區         | 1      | 1      |
| 金立服務區 - 小城停車區           | 0      | 0      |
| 小城停車區 - 多久交流道           | 1      | 1      |
| 多久交流道 - 多久西停車區         | 0      | 0      |
| 多久西停車區 - 武雄北方交流道     | 1      | 1      |
| 武雄北方交流道 - 川登服務區       | 2      | 2      |
| 川登服務區 - 嬉野交流道           | 0      | 0      |
| 嬉野交流道 - 東彼杵交流道         | 3      | 3      |
| 東彼杵交流道 - 木場停車區         | 0      | 0      |
| 木場停車區 - 今村停車區           | 1      | 1      |
| 今村停車區 - 長崎多良見交流道     | 0      | 0      |
| 長崎多良見交流道 - 長崎芒塚交流道 | 3      | 3      |
| 長崎芒塚交流道 - 長崎交流道       | 1      | 1      |
| 合計                              | 13     | 13     |

## 歷史
- 1973年11月16日 : 九州自動車道鳥栖交流道 - 南關交流道通車，同時間鳥栖交流道 - 鳥栖系統交流道通車[注釈 1]。
- 1982年11月17日 : 長崎自動車道長崎多良見交流道 - 大村交流道通車。
- 1985年3月28日 : 九州横斷自動車道佐賀大和交流道 - 鳥栖交流道通車，鳥栖第二交流道同時啟用。
- 1987年2月5日 : 鳥栖系統交流道直接連結大分自動車道。
- 1987年3月18日 : 九州横斷自動車道武雄北方交流道 - 佐賀大和交流道開通。
- 1990年1月26日 : 大村交流道 - 武雄北方交流道通車後與長崎多良見交流道 - 鳥栖系統交流道路段結為一體，全區間為長崎自動車道（東彼杵交流道 - 嬉野交流道為暫定2車道）。同時連接西九州自動車道。
- 1997年12月18日 : 東彼杵交流道 - 嬉野交流道拓寬為雙向4車道。
- 2001年3月24日 : 鳥栖系統交流道改建，九州道下行線 - 長崎道直結匝道通車。
- 2004年3月27日 : 長崎交流道 - 長崎多良見交流道通車（本路段為暫定2車道），同時全線通車並連接長崎出島道路。

## 道路管理者
- 西日本高速道路 九州支社
  - 久留米高速道路事務所 : 鳥栖系統交流道 - 東脊振交流道

（久留米管理事務所其他管理區間，九州自動車道 福岡交流道 - 八女交流道、大分自動車道鳥栖系統交流道 - 日田交流道）
  - 佐賀高速道路事務所 : 東脊振交流道 - 嬉野交流道

（佐賀高速道路事務所其他管理區間，西九州自動車道 佐世保中央交流道 - 武雄系統交流道）
  - 長崎高速道路事務所 : 嬉野交流道 - 長崎交流道

## 服務區
- 金立（東脊振交流道 - 佐賀大和交流道）

## 車道與速限
| 區間                            | 車道 上下線=上行線+下行線 | 速限    | 備考         |
| ------------------------------- | ------------------------- | ------- | ------------ |
| 鳥栖系統交流道 - 嬉野交流道     | 4=2+2                     | 100km/h |              |
| 嬉野交流道 - 東彼杵交流道       | 4=2+2                     | 80km/h  | 隧道連續區間 |
| 東彼杵交流道 - 長崎多良見交流道 | 4=2+2                     | 100km/h |              |
| 長崎多良見交流道 - 長崎交流道   | 2=1+1 （暫定2車道）       | 70km/h  | 對面通行區間 |

## 交通量
24小時交通量（台）　道路交通調查
| 區間                              | 平成17（2005）年度 | 平成22（2010）年度 |
| --------------------------------- | ------------------ | ------------------ |
| 鳥栖系統交流道 - 鳥栖交流道       | 47,230             | 47,968             |
| 鳥栖交流道 - 東脊振交流道         | 33,772             | 34,791             |
| 東脊振交流道 - 佐賀大和交流道     | 30,059             | 31,434             |
| 佐賀大和交流道 - 多久交流道       | 24,689             | 26,828             |
| 多久交流道 - 武雄北方交流道       | 22,121             | 24,397             |
| 武雄北方交流道 - 武雄系統交流道   | 17,373             | 20,098             |
| 武雄系統交流道 - 武雄南交流道     | 6,788              | 11,290             |
| 武雄系統交流道 - 嬉野交流道       | 14,599             | 17,410             |
| 嬉野交流道 - 東彼杵交流道         | 14,635             | 17,276             |
| 東彼杵交流道 - 大村交流道         | 17,214             | 19,616             |
| 大村交流道 - 諌早交流道           | 21,028             | 24,204             |
| 諌早交流道 - 長崎多良見交流道     | 18,667             | 21,689             |
| 長崎多良見交流道 - 長崎芒塚交流道 | 9,796              | 10,816             |
| 長崎芒塚交流道 - 長崎交流道       | 8,165              | 8,976              |

（資料來源：「平成22年度道路交通調查 （页面存档备份，存于）」自（國土交通省網頁）摘錄部分數據作成）
區間別日平均交通量
- 鳥栖第二交流道-長崎多良見交流道（區間平均） : 23,514台（前年度比97.7%）

## 關連項目
- 高速公路
  - 日本高速公路
  - 日本高速公路列表
  - 九州横斷自動車道
  - 西日本高速公路

### 備註
1. ↑  鳥栖交流道當時為九州自動車道的設施之一，同時間鳥栖交流道 - 鳥栖系統交流道間之九州道通車。

### 來源
1. ↑  . 長崎県.   [2018年8月27日]. （原始内容存档于2020年2月3日）.

## 外部連結
- 独立行政法人 日本高速道路保有・債務返済機構 （页面存档备份，存于）
- 西日本高速道路株式会社 （页面存档备份，存于）